# Medalha Qatamon
A Medalha Qatamon (em hebraico:  אות קטמון; também Medalha Katamon) foi uma condecoração militar israelense concedida durante a Guerra da Palestina de 1947–1949 pela participação na Batalha de Qatamon, parte da Operação Yevusi.

## História
A Medalha Qatamon foi instituída em maio de 1948 como condecoração aos soldados das FDI que participaram da batalha pela conquista do bairro Qatamon de Jerusalém, como parte da Operação Yevusi.
A entrega da Medalha Qatamon começou em julho de 1949, porém logo após a entrega da medalha as FDI retiraram seu reconhecimento e o uso da medalha foi interrompido.

## Descrição
A Medalha Qatamon é um disco de 28 milímetros (1,10 polegadas) de diâmetro. A fita é presa a um orifício de lupa na parte superior da medalha, existindo versões em prata e bronze.

### Anverso
O anverso mostra ao centro a Torre de David e a Agência Judaica; ao redor está escrito em hebraico um versículo dos Salmos (137:5) "אם אשכחך ירושלים, תשכח ימיני" (hebraico para Se eu te esquecer, ó Jerusalém, deixe minha mão direita ser esquecida), que também foi usado como o juramento do Lehi.

### Reverso
O reverso diz "לכיבוש קטמון ירושלים כ"ב ניסן תש"ח" (em hebraico pela conquista de Qatamon Jerusalém 22 Nissan 5708 ) e em inglês a data "1.5.1948".

### Barreta
A barreta tem partes iguais em azul e branco.